# Christine Keeler
Christine Margaret Keeler (Uxbridge, 22 februari 1942 – Londen, 4 december 2017) was een Brits model en callgirl. Ze kreeg grote internationale bekendheid door de zogeheten Profumo-affaire in 1963.

## Biografie

### Jeugd
Keeler werd geboren op 22 februari 1942 in Uxbridge in Groot-Londen en werd grootgebracht door haar moeder en stiefvader. Haar stiefvader was een gewelddadig man die haar aanrandde. Op 15-jarige leeftijd vond ze werk als model in een kledingwinkel in Soho, een wijk in Londen. Het volgende jaar had ze een abortus. In 1959, op 17-jarige leeftijd, werd ze moeder van een zoon, na een affaire met een Afro-Amerikaanse sergeant van de Lakenheath Air Force base (RAF). Het kindje werd vroegtijdig geboren op 17 april 1959 en overleed zes dagen later.
Kort daarna verliet Keeler Wraysbury, waar ze lange tijd gewoond had, en verbleef korte tijd in Slough. Hierna ging ze naar Londen, waar ze eerst een tijd werkte als serveerster in een restaurant in Baker Street. Aldaar ontmoette ze Maureen O’Connor, een meisje dat werkte in een club in Soho. Ze introduceerde Keeler bij de eigenaar van deze club, Percy Murray, die haar snel daarna al inhuurde om aan de slag te gaan als topless showgirl. Keeler ontmoette tijdens haar werk in de club van Murray, "Murray's Cabaret Club", de osteopaat Stephen Ward. Korte tijd later woonden de twee samen en leken ze een stel, al sprak Keeler dat zelf tegen; ze beschouwde het zelf bijna als een "broer en zus-relatie".

### Profumo-affaire

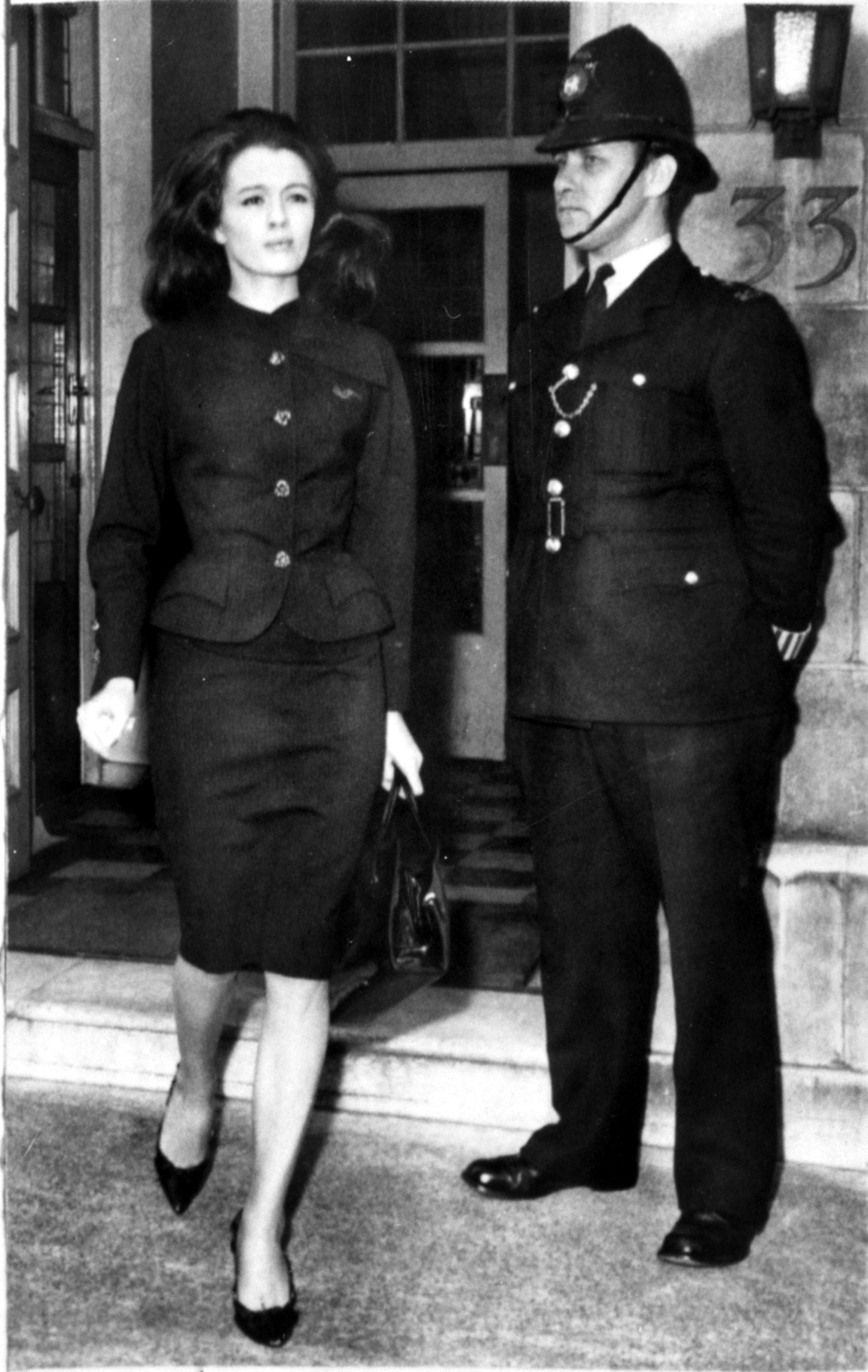
Christine Keeler in 1963 op weg naar het gerechtsgebouw

In 1961 startte een reeks van gebeurtenissen, die na afloop de Profumo-affaire genoemd zouden worden. Tijdens een feest op het landhuis Cliveden, georganiseerd door Stephen Ward, leerde John Profumo, de toenmalige Britse minister van Defensie, Keeler kennen. Een andere versie van het verhaal is dat hij haar had meegenomen vanuit een nachtclub. Hij had, zoals hij later zelf zou aangeven, slechts enkele weken een relatie met haar.
Keeler kwam in 1962 in de problemen. Ze had intussen een relatie gekregen met Johnny Edgecombe, een gangster. Toen ze een punt wilde zetten achter hun relatie kwam hij bij haar verhaal halen en toen ze hem niet binnen liet schoot hij een aantal keren op haar voordeur. Ze zocht hulp bij Aloysius Gordon, die eveneens crimineel was. Toen ze het met hem uitmaakte hield hij haar twee dagen gegijzeld. Dit leidde uiteindelijk weer tot een confrontatie tussen Edgecombe en Gordon. Edgecombe zou mogelijk daarna weer een moord voorbereid hebben op Keeler. Deze gebeurtenissen genereerden veel publiciteit en dit bracht ook de relatie tussen Keeler en Profumo in de pers.
Al snel bleek dat Keeler, tijdens haar relatie met Profumo, ook een relatie had gehad met Jevgeni Ivanov, de militair attaché van de Russische ambassade. Dit bracht niet alleen de minister in verlegenheid maar ook het hele kabinet van de Conservatieve premier Harold Macmillan. Het was namelijk een zaak van nationale veiligheid geworden. De angst bestond dat Keeler door de Russen als spion was ingezet.
In mei 1963 liet John Profumo zich in het Lagerhuis uit over de zaak. Hij ontkende de relatie en dreigde zelfs met gerechtelijke stappen richting de pers. In juni gaf hij de relatie toch toe. Hij trad af als minister en gaf zijn zetel in het parlement op. Zijn politieke carrière was gebroken en hij zou zich de rest van zijn leven toeleggen op liefdadigheid. Er kwam een onderzoek onder leiding van baron Alfred Denning en ook premier Macmillan trad een paar maanden later af. Hij deed dit officieel vanwege zijn gezondheid en werd opgevolgd door Alec Douglas-Home. Een jaar later zouden de Conservatieven een verkiezingsnederlaag lijden waarna de Labourpremier Harold Wilson aan de macht kwam. Deze nederlaag werd voor een groot deel toegeschreven aan de affaire.
Keeler werd gehoord tijdens het proces waarin Gordon aangeklaagd werd voor de aanval op Edgecombe. Ze werd beschuldigd van meineed en kreeg negen maanden gevangenisstraf. Stephen Ward pleegde zelfmoord naar aanleiding van de aanklacht jegens hem wegens aanzetten tot prostitutie.

### Na de affaire
Keeler was kortstondig getrouwd met achtereenvolgens een bouwvakker en een bedrijfsdirecteur. Bij elk van hen had ze een zoon.
Anno 2001 had Keeler al diverse boeken uitgegeven met als hoofdonderwerp de Profumo-affaire. In dat jaar gaf ze nog een boek uit, een autobiografie, genaamd "The Truth at Last: My Story". In haar boeken schreef ze zaken die uit het Denning-rapport waren gelaten, zoals het feit dat Ward voor de Russen werkte en dat zijn klant Roger Hollis - hoofd van MI5 - een dubbelspion was (bijgetreden door Peter Wright in Spycatcher).
Christine Keeler overleed in 2017 op 75-jarige leeftijd in het Princess Royal Universiteitsziekenhuis in de wijk Orpington in het zuidoosten van Londen. De laatste jaren van haar leven leed ze aan Chronic Obstructive Pulmonary Disease (COPD).

## Keeler in film en muziek
In Scandal, een film uit 1989 onder regie van Michael Caton-Jones, is de affaire nagespeeld en wordt Keeler gespeeld door actrice Joanne Whalley. Ook is Keeler het onderwerp in diverse nummers, waaronder van Dusty Springfield, de Pet Shop Boys ("Nothing Has Been Proved"), Phil Ochs en Roland Alphonso. Ook wordt haar naam genoemd in vele nummers, waaronder het nummer "Where are they now?" van het album Preservation, Act 1 van The Kinks, en het liedje Margootje van Annie M.G. Schmidt dat bekend werd door Wim Sonneveld. In 2006/7 schreef de Britse componist Thomas Hyde de solo-opera That Man Stephen Ward over de affaire Profumo. In de televisieserie The Crown (2016 e.v.) is een episode aan de affaire en de politieke nasleep gewijd. In 2019 verscheen een 6-delige TV serie over de Profumo/Keeler affaire, getiteld "The Trial Of Christine Keeler".

## Wetenswaardig
Op het hoogtepunt van de affaire maakte Lewis Morley zwart-witfoto's van een naakte Keeler verhuld door een stoel van Arne Jacobsen. Zelf zegt ze een witte slip te hebben gedragen, die ze optrok zodat die niet wordt waargenomen op de foto. De foto's en de stoel, een Model 3107, werden iconisch.

## Publicaties
- 1985: Sex Scandals, Christine Keeler en Robert Meadley; Xanadu Publications ISBN 0-947761-03-9
- 1989: Scandal!, Christine Keeler; Xanadu Publications ISBN 0-947761-75-6
- 1989: The Businessperson's Guide to Intelligent Social Drinking, Richard Basini en Christine Keeler; Congdon & Weed ISBN 0-312-92070-9
- 1992: The Naked Spy, Christine Keeler, Yevgeny Ivanov en Gennady Sokolov; Blake Publishing ISBN 1-85782-092-4
- 2001: The Truth At Last: My Story, Christine Keeler (samenwerking met journaliste Douglas Thompson); Sidgwick & Jackson ISBN 0-283-07291-1
- 2012: Secrets and Lies (bijgewerkte versie van The Truth At Last)